# Huangfeng
Huangfeng (kinesiska: 黄丰镇, 黄丰) är en köping i Kina. Den ligger i provinsen Sichuan, i den sydvästra delen av landet, omkring 55 kilometer söder om provinshuvudstaden Chengdu. Antalet invånare är 13 305. Befolkningen består av 6 567 kvinnor och 6 738 män. Barn under 15 år utgör 12,0 %, vuxna 15-64 år 72 %, och äldre över 65 år 15,0 %.
Genomsnittlig årsnederbörd är 1 222 millimeter. Den regnigaste månaden är juli, med i genomsnitt 338 mm nederbörd, och den torraste är december, med 9 mm nederbörd.